# Paleófono

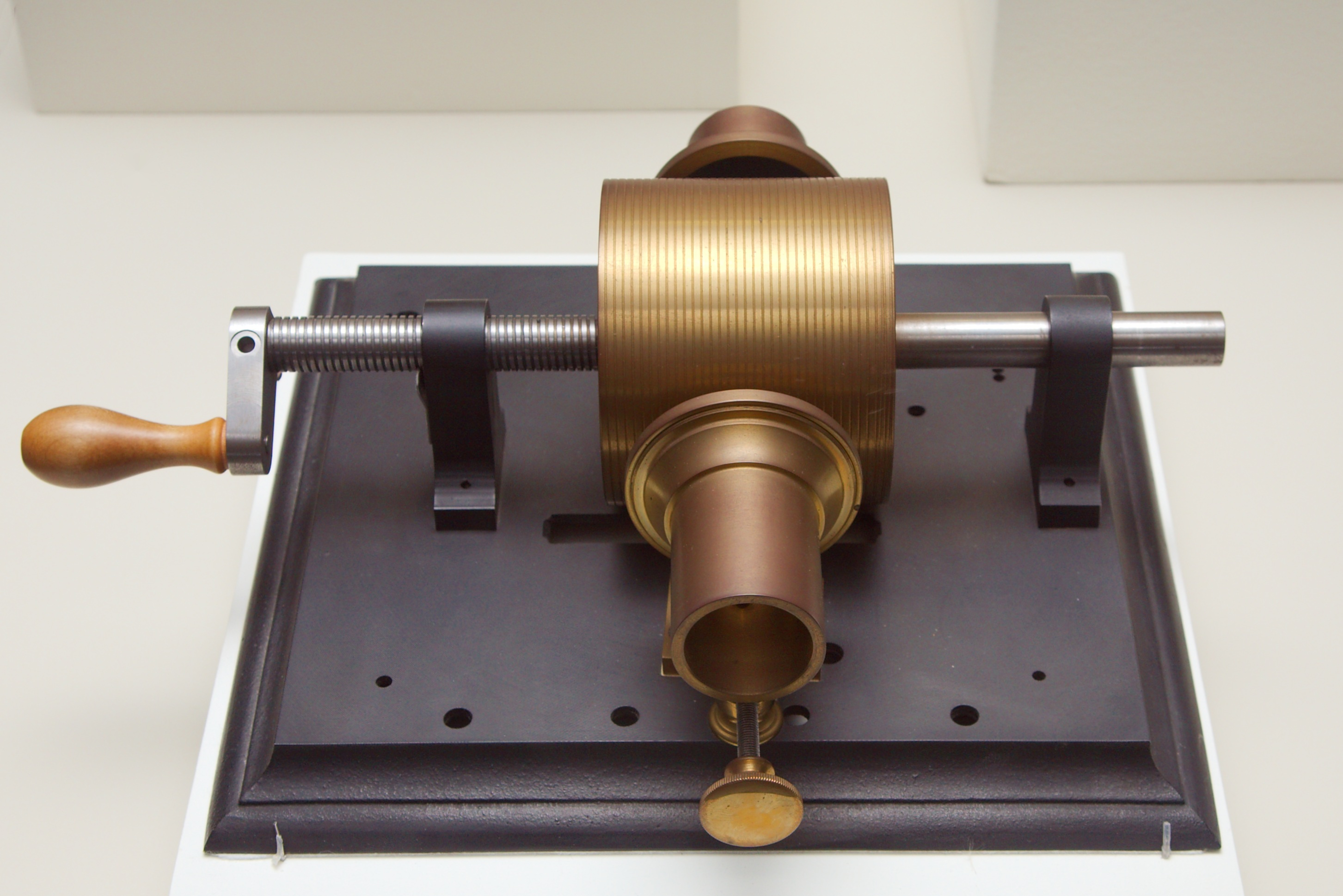
Réplica de un Paleófono, el Edison "Krusei" del 1877.

El paleófono (voz del pasado) lo patentó el francés Charles Cros el 10 de abril de 1877. Registró una patente de invención de "un procedimiento de registro y reproducción de los fenómenos percibidos por el oído". Cros afirmaba que si una membrana provista de un punzón traza un surco por la acción de un sonido, ese surco hará vibrar la membrana cuando el punzón vuelva a pasar por el surco y se recuperará el sonido inicial; bajo este supuesto, planeaba la construcción de su paleófono.
Es tal vez más conocido como el hombre que casi inventó el fonógrafo. Nadie antes de Cros había pensado en reproducir sonidos mediante un aparato capaz de registrar y reproducirlos, después de ser grabados con un diafragma.
El 30 de abril de 1877, envió una carta a la Academia de Ciencias de París explicando el método que había propuesto; la carta se leyó en público el siguiente 10 de diciembre.
El poeta mostró en qué consistía su método: detectar la oscilación de una membrana y usar el trazado para reproducir la oscilación con respecto a su duración e intensidad. Cros agregó que la forma cilíndrica para el aparato receptor era lo más práctico, ya que permitía inscripciones gráficas de las vibraciones por medio de un tornillo fino, enroscado.
Un artículo sobre el paleófono se publicó el 10 de octubre de 1877 en La semaine du Clergé, escrito por Abbé Leblanc. Cros propuso usar metal tanto para el grabador conectado al diafragma como para el material receptor, por su durabilidad.
Pero antes de que Cross tuviera la oportunidad de proliferar en su idea o intentar siquiera construir un modelo de su trabajo, Thomas Alva Edison introdujo su primer fonógrafo funcional en Estados Unidos. Para este primer aparato, Edison utilizó un cilindro cubierto en papel de estaño, patentando su método para reproducir sonido el 15 de enero de 1878. Aparentemente, Thomas Edison y Charles Cros no sabían del trabajo en avance de cada uno.
Otro de los frustrados experimentos de Cros, se basó en su creencia de que los puntos de luz observados en Marte y Venus, probablemente nubes altas iluminadas por el sol, eran las luces de grandes ciudades de esos planetas. Él pasó años presentando al gobierno Francés una solicitud para construir un espejo gigante que podría ser usado para comunicarse con los Marcianos y Selenitas a través de la quemadura de grandes líneas en los desiertos de esos planetas. Aunque nunca comprendió de que los Marcianos no eran un hecho probado o que el espejo del que hablaba, era técnicamente imposible de construir.

## Poesía recitada por Charles Cros
A principios de la década de 1870, las poesías de Cros se publicaron junto a Mallarmé, Villiers y Verlaine en la semanal Renaissance littéraire et artistique, editada por Emile Blémont.
Su poema The Kippered Herring inspiró a Ernest Coquelin para crear lo que él llama monólogos, cortas piezas teatrales cuyo formato copiaron numerosos imitadores. La pieza, transcrita como The Salt Harring, fue traducida e ilustrada por Edgard Gorey.